# La Folle Étudiante
Pour plus de détails, voir Fiche technique et Distribution.
La Folle Étudiante (Ein hoffnungsloser Fall) est un film allemand réalisé par Erich Engel sorti en 1939.

## Synopsis
Jenny, une fille gâtée d'un industriel, se retrouve à l'hôpital après un accident de voiture causé par sa négligence. Elle a subi des blessures au visage qui nécessitent un séjour à l'hôpital de deux semaines. elle parvient à agacer toutes les infirmières en surutilisant la cloche. À la sortie, le médecin la traitant, Dr. Bruchsal dit qu'elle n'a encore rien réalisé, ne sait rien et ne peut rien faire. En colère contre lui, elle décide de tout faire elle-même à la maison et de ne pas utiliser la cloche pour les domestiques. Cependant, cela conduit à plus de travail pour les domestiques, car elle fait tout mal.
Pour montrer au professeur Bruchsal, Jenny décide d'étudier la médecine. Ses tentatives pour faire face à la vie à l'université sont d'abord infructueuses. Elle fait la connaissance de Hans Faber, doctorant et assistant de Bruchsals, et parvient également à le contrarier. Elle reçoit uniquement le soutien de Gotthelf Matthias, qui a un poste auxiliaire subordonné à l'institut et loue également des appartements aux étudiants. Elle essaie bientôt de diagnostiquer dans la maison de son père, ce qui agace d'abord les domestiques, mais bientôt aussi son père. Elle prend donc une chambre auprès du couple Matthias. Le premier jour, elle a des ennuis avec son voisin. Il s'avère que c'est Faber.
Après un certain temps, elle parvient à gagner un certain respect de Faber et aussi de Bruchsal. De plus, elle s'entend de mieux en mieux avec Faber. Pendant les derniers préparatifs pour terminer sa thèse et pour les examens finaux, Faber est distrait en se coupant les doigts. Ce faisant, il a un empoisonnement du sang, qui est initialement pris en charge par Jenny seule, puis par le professeur Bruchsal, qui a été appelé par Emma Matthias.
Après que Faber ait terminé sa formation avec succès, il y a de nombreuses indications d'un mariage entre Jenny et Faber. Bruchsal, qui veut soutenir davantage Faber, voit cela comme un danger pour la carrière de Faber ; après tout, il était lui-même dans la situation de Faber et préférait la médecine. Il obtient donc Faber un emploi en Argentine, qu'il ne doit pas commencer immédiatement, mais bientôt. Lorsque Jenny découvre cela, elle découvre aussi qu'on cherche un assistant aux rayons X qui sera formé par Bruchsal dans le temps restant. Enfin, elle et Faber peuvent embarquer pour la croisière en Argentine.

## Fiche technique
- Titre français : La Folle Étudiante ou Un cas désespéré[1]
- Titre original : Ein hoffnungsloser Fall
- Réalisation : Erich Engel assisté de Hermann Kugelstadt
- Scénario : Jochen Huth
- Musique : Hans-Otto Borgmann
- Direction artistique : Karl Weber
- Photographie : Fritz Arno Wagner
- Son : Herbert Janeczka
- Montage : Carl Otto Bartning
- Production : Eberhard Klagemann (de)
- Sociétés de production : Klagemann-Film GmbH
- Sociétés de distribution : Deutsche Filmexport GmbH
- Pays de production :  Reich allemand
- Langue : allemand
- Format : Noir et blanc - 1,37:1 - Mono - 35 mm
- Genre : Comédie
- Durée : 92 minutes
- Dates de sortie :
  - Troisième Reich : 7 mars 1939.
  - France : 5 février 1932 dans les Soldatenkino[1] ; 10 mai 1944 à Nancy[1].

## Distribution
- Jenny Jugo : Jenny
- Karl Ludwig Diehl (de) : Dr. Bruchsal
- Hannes Stelzer : Hans Faber
- Leo Peukert : le père de Jenny
- Axel von Ambesser : L'admirateur
- Heinz Salfner (de) : Le majordome
- Theodor Danegger (de) : Gotthelf Matthias
- Josefine Dora : Emma
- Hans Richter : le premier étudiant
- Erik Ode : le deuxième étudiant

## Article annexe
- Liste des longs métrages allemands créés sous le nazisme

## Curiosités
Le 14 mars 1939, Adolf Hitler convoque Emil Hácha, président de la Tchécoslovaquie, à Berlin pour des entretiens. La réunion était prévue tard dans la nuit et devait inclure, outre Hitler, Hermann Göring et Joachim von Ribbentrop. La vieille Hácha a été humiliée d'avoir été délibérément fait attendre pendant des heures, car Hitler regardait à ce moment-là le film La Folle Étudiante, qui s'est terminé après minuit. Il fut convoqué par Hitler à 01h15, qui l'informa que les troupes allemandes entreraient en Tchécoslovaquie à 06h00, sous prétexte que les Tchèques troublaient la paix en Europe. Dans l'antichambre, Göring et Ribbentrop pressèrent Hácha de signer un document légalisant l'invasion. Lorsque Hácha hésita, Göring menaça de bombarder Prague, après quoi Hácha s'évanouit. Réanimé par injection, Hácha a signé un document en présence d'Hitler acceptant l'invasion et l'annexion des terres tchèques au Troisième Reich, qui ont commencé au petit matin du 15 mars 1939.